# مرد عاشق (فیلم ۲۰۱۴)
مرد عاشق (به کره‌ای: 남자가 사랑할 때) یک فیلم محصول ۲۰۱۴ کره جنوبی است.

## داستان
Tae-il یک اراذل و اوباش سطح پایین است که در خیابان‌های محله‌اش در گانسان می‌چرخد، بدهی‌های کوسه قرضی را جمع‌آوری می‌کند و صاحبان مغازه‌ها را برای پول حمایتی که به باند کوچکی که برای آن کار می‌کند آزار می‌دهد. . او ۴۲ ساله است، با برادر آرایشگرش یانگ ایل و خانواده یونگ ایل زندگی می‌کند و هرگز عاشق نبوده‌است. Tae-il در کار خود به خوبی عمل می‌کند و به نظر نمی‌رسد که در مورد آن ابهامات زیادی داشته باشد، اما سپس با هو جونگ، کارمند بانکی که از پدر بدهکار و بیمار لاعلاج او مراقبت می‌کند، ملاقات می‌کند. در اولین برخورد آنها، Tae-il او را مجبور می‌کند تا قراردادی را امضا کند که در آن اگر نتواند بدهی پدرش را به موقع بازپرداخت کند، باید اعضای بدنش را بفروشد. با این حال، پس از اولین ملاقات نه چندان خوشایند آنها، Tae-il متوجه می‌شود که دائماً در مورد هو جونگ فکر می‌کند و وجدان او شروع به بهتر شدن می‌کند. او قرارداد جدیدی می‌نویسد و به او پیشنهاد می‌کند: اگر با او قرار ملاقات بگذارد او را از بدهی معاف می‌کند. هر چه تاریخ‌های بیشتری را ادامه دهد، بدهی کمتری را باید پرداخت کند. هو جونگ در ابتدا پیشنهاد او را رد می‌کند، اما با علم به اینکه او قادر به پرداخت به هر قیمتی نیست، با اکراه موافقت می‌کند. همان‌طور که آنها شروع به رفتن به «قرارهای» ناخوشایند می‌کنند، یک عاشقانه بعید بین آن دو شکوفا می‌شود. پس از خواستگاری طولانی خود، Tae-il سعی می‌کند زندگی گروهی را پشت سر بگذارد، اما استراحت تمیز نیست. متأسفانه او به زودی با سرطان تشخیص داده می‌شود و رابطه او با هو جونگ به‌طور ناگهانی به خطر می‌افتد.

## بازیگران
- هوانگ جونگ-مین در نقش هان ته ایل
- هان هه جین در نقش جو هو جونگ
- کواک دو-وان در نقش هان یونگ ایل، برادر تائیل
- جونگ مان-شیک در نقش دوو چول
- کیم هه-اون در نقش می یونگ، همسر یانگ ایل
- نام ایل وو در نقش پدر تائیل
- کانگ مین آه در نقش سونگ جی، دختر یانگ ایل
- کیم هونگ پا در نقش آقای پارک از مرکز مراقبت‌های بهداشتی
- هوانگ بیونگ گوک در نقش یانگ
- کیم بیونگ-اوک در نقش کشیش
- نام مون چول در نقش کارآگاه جو
- چوی وو ری در نقش می سان، بارگرل
- سون سه بین در نقش هی کیونگ، همکار هو جونگ
- پارک جین در نقش «دندان طلا»
- پارک سونگ وونگ در نقش مشتری آرایشگاه (کمئو)
- پارک ناریم در نقش دی جی رادیو (کمئو)